# Gert Sibande
Gert Sibande (officieel Gert Sibande District Municipality) is een district in Zuid-Afrika.
Gert Sibande ligt in de provincie Mpumalanga en telt 1.043.194 inwoners. Tot 2004 was het district bekend onder de naam Oostvaal (Engels: Eastvaal, Afrikaans: Oosvaal) 

## Gemeenten in het district[4]
- Albert Luthuli
- Dipaleseng
- Govan Mbeki
- Lekwa
- Mkhondo
- Msukaligwa
- Pixley ka Seme